# Venetia Burney
Venetia Burney, nome completo Venetia Katharine Douglas Burney, cognome da sposata Phair (11 luglio 1918 – Banstead, 30 aprile 2009), è stata una docente britannica di economia e matematica.
È ricordata per essere stata la prima a suggerire il nome Plutone per il pianeta nano scoperto da Clyde Tombaugh nel 1930. All'epoca aveva 11 anni. Le sono stati intitolati vari oggetti astronomici.

## Biografia
Venetia Katharine Douglas Burney era la figlia del reverendo Charles Fox Burney, professore di interpretazione delle Sacre Scritture all'Università di Oxford, e di sua moglie Ethel Wordsworth Burney (nata Madan). Era la nipote di Falconer Madan (1851–1935), bibliotecario della Bodleian Library dell'Università di Oxford. Il fratello di Falconer, Henry Madan (1838–1901), professore di scienze a Eton, aveva suggerito nel 1878 i nomi di Phobos e Deimos per le lune di Marte.
Il 14 marzo 1930 Falconer Madan lesse la storia della scoperta del nuovo pianeta sul The Times e ne parlò alla nipote Venetia: lei suggerì il nome Plutone, il dio romano degli inferi che era in grado di rendersi invisibile; Madan inoltrò il suggerimento all'astronomo Herbert Hall Turner, che inviò un telegramma ai suoi colleghi americani dell'Osservatorio Lowell. A Clyde Tombaugh, lo scopritore del pianeta, la proposta piacque perché PL erano le iniziali di Percival Lowell, che aveva previsto l'esistenza del Pianeta X, che loro ritenevano fosse Plutone perché casualmente si trovava in quella posizione nello spazio. Il 1° maggio 1930, il nome di Plutone fu formalmente adottato per il nuovo corpo celeste. Che sia stata davvero la prima persona a proporre il nome è stato messo in dubbio per motivi di plausibilità, ma il fatto storico è che le è stato attribuito il nome.
La maggior parte dei notiziari realizzati all'epoca della scoperta di Plutone non la menzionava e il ruolo da lei svolto nel dare il nome a Plutone fu per lo più dimenticato fino a quando un articolo del 1984 di Sky & Telescope non pubblicizzò il suo ruolo.
Burney compì i propri studi alla Downe House School nel Berkshire e al Newnham College di Cambridge, dove studiò economia dal 1938 al 1941. Dopo la laurea divenne dottore commercialista. Successivamente divenne insegnante di economia e matematica nelle scuole femminili nel sud-ovest di Londra, fino al suo pensionamento negli anni ottanta. Era sposata con Edward Maxwell Phair dal 1947 fino alla morte di lui nel 2006; suo marito, un classicista, fu preside e direttore della facoltà di inglese all'Epsom College. Venetia Phair morì il 30 aprile 2009, all'età di 90 anni, a Banstead nel Surrey. Fu sepolta nel Randalls Park Crematorium a Leatherhead, nel Surrey.
Solo pochi mesi prima della riclassificazione di Plutone da pianeta a pianeta nano, con un dibattito in corso sulla questione, affermò in un'intervista: "Alla mia età, sono stata in gran parte indifferente [al dibattito]; anche se suppongo che preferirei che rimanesse un pianeta."

## Intitolazioni
L'asteroide 6235 Burney e il cratere Burney su Plutone sono stati chiamati così in suo onore. Nel luglio 2015 la sonda New Horizons è stata la prima a visitare Plutone e ha trasportato uno strumento chiamato Venetia Burney Student Dust Counter in suo onore. Mihaly Horanyi, ricercatore principale dello strumento, e Alan Stern hanno fatto visita alla signora Phair a casa per consegnarle una targa, un certificato e un modello di veicolo spaziale.

## Influenza nei media
Il gruppo rock del Massachusetts The Venetia Fair scelse il proprio nome dopo aver letto di Venetia Phair, poco tempo dopo che Plutone era stato riclassificato come pianeta nano.